# Snopes
Snopes é um website de checagem de fatos lançado em 1995. Inicialmente, investigava lendas urbanas, 
hoaxes e folclore. Atualmente, é um dos mais famosos sites de checagem de fatos dos Estados Unidos, sendo comumente consultado para checagem de histórias sobre políticos como Barack Obama e Donald Trump, e frequentemente citado por jornais tradicionais.
Em inglês, o nome do site é utilizado como verbo, significando "consultar o site para verificar a veracidade de algo".

## Crescimento e atuação do site
Inicialmente voltado apenas para temas como lendas urbanas e lendas sobre a Disney, o site logo se tornou popular, especialmente após os ataques de 11 de setembro de 2001 nos Estados Unidos, quando teorias da conspiração ganharam força, e o site catalogava o que era verdade e o que era ficção.
O site ganhou uma nova explosão de popularidade com a campanha presidencial de Barack Obama em 2008, e o site se tornou referência para checagem de rumores políticos, como a religião de Obama e fotos manipuladas de outros políticos estadunidenses. A campanha e presidência de Donald Trump também gerou muitos rumores, que foram desbancados pelo site.
Em 2016, o site fez uma parceria com o Facebook, para auxiliar a checagem de fatos pela rede social. Notícias compartilhadas por usuários seriam marcadas quanto a sua veracidade de acordo com a checagem feita por sites como Snopes, FactCheck e Politifact, entre outros. Essa parceria durou até 2019, quando foi encerrada para que os funcionários da Snopes pudessem focar o trabalho na própria empresa, afirmou Vinny Green, vice-presidente de operações.
Investigando se Snopes seria enviesado, em 2009 o site FactCheck.org revisou uma amostra de postagens do Snopes sobre rumores políticos envolvendo George W. Bush, Sarah Palin, e Barack Obama, e a conclusão foi de que o site era livre de vieses em todos os casos.
Snopes faz parte da Poynter’s International Fact Checking Network, uma associação que reúne entidades dedicadas a verificar a veracidade de informações.

## História e disputa judicial
Em 1994, surgiu o Urban Legends Reference Pages, criado pelo ex-programador David Mikkelson, por volta dos 25 anos de idade, e Barbara Hamel, sua futura esposa. No ano seguinte, o site se tornou Snopes, palavra que era utilizada por David como nome de usuário em fóruns de internet, inspirado por uma série de livros. David e Barbara se casaram em 1996, e trabalharam juntos no site por anos.
Em 2002, David foi demitido de seu emprego, e começou a trabalhar exclusivamente no site. Com o retorno financeiro das propagandas do site, contratou-se mais um funcionário para ajudar com as mensagens e pedidos dos leitores. Por volta de 2003, criou-se a empresa Bardav (mistura dos nomes de Barbara e David) para operar o site, tendo David e Barbara 50% da empresa cada.
Em 2015, os fundadores David e Barbara Mikkelson se divorciaram. Manter a empresa juntos se tornou difícil, e em julho de 2016 Barbara vendeu sua parte da empresa para cinco acionistas da Proper Media, a empresa que gerencia as propagandas do Snopes. Por volta dessa época, iniciou-se uma disputa legal entre Bardav e Proper Media.
Em 2017, em meio a disputas financeiras, Snopes realizou uma campanha de financiamento coletivo online no site GoFundMe para poder manter o site funcionando. A campanha arrecadou mais de $600 000 em apenas dois dias. David conseguiu manter o site, que operava de sua casa em Tacoma, nos Estados Unidos, e empregava 16 funcionários ao todo, trabalhando de diferentes lugares do país.
Em 2021, David Mikkelson foi afastado da redação do site devido a acusações de plágio.